# NBA Eastern Conference
La Eastern Conference è una delle due conference che compongono la NBA, l'altra conference è la Western Conference. La Eastern Conference raggruppa le squadre appartenenti agli stati orientali degli Stati Uniti d'America, oltre alla franchigia canadese dei Toronto Raptors. La conference è composta da 15 squadre, suddivise a loro volta in tre division, ognuna composta da 5 squadre.
Prima della sua creazione, le squadre erano divise tra Eastern Division e Western Division. 
L'attuale suddivisione delle division è stata adottata a partire dalla stagione 2004-2005, quando gli Charlotte Hornets sono diventati la trentesima squadra NBA. Si è reso quindi necessario lo spostamento dei New Orleans Hornets dalla Central Division, appartenente alla Eastern Conference, alla nuova Southwest Division, parte della Western Conference.

## Classifica attuale
| Eastern Conference | Eastern Conference        | Eastern Conference | Eastern Conference | Eastern Conference | Eastern Conference | Eastern Conference |
| #                  | Squadra                   | V                  | S                  | V%                 | PR                 | PG                 |
| ------------------ | ------------------------- | ------------------ | ------------------ | ------------------ | ------------------ | ------------------ |
| 1                  | y – Cleveland Cavaliers * | 64                 | 18                 | .780               | –                  | 82                 |
| 2                  | y – Boston Celtics *      | 61                 | 21                 | .744               | 3,0                | 82                 |
| 3                  | x – N.Y. Knicks           | 51                 | 31                 | .622               | 13,0               | 82                 |
| 4                  | x – Indiana Pacers        | 49                 | 31                 | .613               | 14,0               | 80                 |
| 5                  | x – Milwaukee Bucks       | 47                 | 34                 | .580               | 16,5               | 81                 |
| 6                  | x – Detroit Pistons       | 44                 | 38                 | .537               | 20,0               | 82                 |
|                    |                           |                    |                    |                    |                    |                    |
| 7                  | y – Orlando Magic *       | 41                 | 41                 | .500               | 23,0               | 82                 |
| 8                  | p – Atlanta Hawks         | 40                 | 41                 | .494               | 23,5               | 81                 |
| 9                  | p – Chicago Bulls         | 39                 | 43                 | .476               | 25,0               | 82                 |
| 10                 | p – Miami Heat            | 36                 | 45                 | .444               | 27,5               | 81                 |
|                    |                           |                    |                    |                    |                    |                    |
| 11                 | e – Toronto Raptors       | 30                 | 52                 | .366               | 34,0               | 82                 |
| 12                 | e – Brooklyn Nets         | 26                 | 56                 | .317               | 38,0               | 82                 |
| 13                 | e – Philadelphia 76ers    | 24                 | 58                 | .293               | 40,0               | 82                 |
| 14                 | e – Charlotte Hornets     | 19                 | 63                 | .232               | 45,0               | 82                 |
| 15                 | e – Wash. Wizards         | 18                 | 63                 | .222               | 45,5               | 81                 |

Note:
- z – Fattore campo per gli interi playoff
- c – Fattore campo per le finali di Conference
- y – Campione della division
- x – Qualificata ai playoff
- o – Eliminata dai playoff
- * – Leader della division

| Atlantic Division      | V  | S  | V%   | PR   | Casa  | Trasf | Div  | PG |
| ---------------------- | -- | -- | ---- | ---- | ----- | ----- | ---- | -- |
| y – Boston Celtics     | 61 | 21 | .744 | 3,0  | 28–13 | 33–8  | 14-2 | 82 |
| x – N.Y. Knicks        | 51 | 31 | .622 | 13,0 | 27–14 | 24–17 | 12-4 | 82 |
| e – Toronto Raptors    | 30 | 52 | .366 | 34,0 | 18–23 | 12–29 | 8-8  | 82 |
| e – Brooklyn Nets      | 26 | 56 | .317 | 38,0 | 12–29 | 14–27 | 3-13 | 82 |
| e – Philadelphia 76ers | 24 | 58 | .293 | 40,0 | 12–29 | 12–29 | 3-13 | 82 |

| Central Division        | V  | S  | V%   | PR   | Casa  | Trasf | Div  | PG |
| ----------------------- | -- | -- | ---- | ---- | ----- | ----- | ---- | -- |
| y – Cleveland Cavaliers | 64 | 18 | .780 | 0,0  | 34–7  | 30–11 | 12-4 | 82 |
| x – Indiana Pacers      | 49 | 31 | .613 | 14,0 | 29–11 | 20–20 | 10-6 | 80 |
| x – Milwaukee Bucks     | 47 | 34 | .580 | 16,5 | 27–14 | 20–20 | 9-7  | 81 |
| x – Detroit Pistons     | 44 | 38 | .537 | 20,0 | 22–19 | 22–19 | 5-11 | 82 |
| p – Chicago Bulls       | 39 | 43 | .476 | 25,0 | 18–23 | 21–20 | 4-12 | 82 |

| Southeast Division    | V  | S  | V%   | PR   | Casa  | Trasf | Div  | PG |
| --------------------- | -- | -- | ---- | ---- | ----- | ----- | ---- | -- |
| y – Orlando Magic     | 41 | 41 | .500 | 23,0 | 22–19 | 19–22 | 12-4 | 82 |
| p – Atlanta Hawks     | 40 | 41 | .494 | 23,5 | 21–19 | 19–22 | 10-6 | 81 |
| p – Miami Heat        | 36 | 45 | .444 | 27,5 | 19–22 | 17–23 | 10-6 | 81 |
| e – Charlotte Hornets | 19 | 63 | .232 | 45,0 | 12–29 | 7–34  | 1-15 | 82 |
| e – Wash. Wizards     | 18 | 63 | .222 | 45,5 | 8–32  | 10–31 | 7-9  | 81 |

## Squadre
| Squadra             | Division  | Città, Stato                 | Anno                    | Da                    |
| Squadra             | Division  | Città, Stato                 | Iscrizione              | Iscrizione            |
| ------------------- | --------- | ---------------------------- | ----------------------- | --------------------- |
| Atlanta Hawks       | Southeast | Atlanta, Georgia             | 1970-oggi               | Western Division      |
| Boston Celtics      | Atlantic  | Boston, Massachusetts        | 1970-oggi               | Eastern Division      |
| Brooklyn Nets       | Atlantic  | Brooklyn, New York           | 1976-oggi               | ABA                   |
| Charlotte Hornets   | Southeast | Charlotte, Carolina del Nord | 1988–2001–02; 2004-oggi | —                     |
| Chicago Bulls       | Central   | Chicago, Illinois            | 1980-oggi               | Western Conference    |
| Cleveland Cavaliers | Central   | Cleveland, Ohio              | 1970-oggi               | —                     |
| Detroit Pistons     | Central   | Detroit, Michigan            | 1978-oggi               | Western Conference    |
| Indiana Pacers      | Central   | Indianapolis, Indiana        | 1979-oggi               | Western Conference    |
| Miami Heat          | Southeast | Miami, Florida               | 1989-oggi               | Western Conference    |
| Milwaukee Bucks     | Central   | Milwaukee, Wisconsin         | 1980-oggi               | Western Conference    |
| New York Knicks     | Atlantic  | Manhattan, New York          | 1970-oggi               | Eastern Division      |
| Orlando Magic       | Southeast | Orlando, Florida             | 1989–1989–90; 1991-oggi | —; Western Conference |
| Philadelphia 76ers  | Atlantic  | Philadelphia, Pennsylvania   | 1970-oggi               | Eastern Division      |
| Toronto Raptors     | Atlantic  | Toronto, Ontario             | 1995-oggi               | —                     |
| Washington Wizards  | Southeast | Washington D.C., Washington  | 1970-oggi               | Western Division      |

### Squadre del passato
| Squadra                                        | Città, Stato           | Anno       | Da                 | Anno      | A                  | Conference attuale |
| Squadra                                        | Città, Stato           | Iscrizione | Iscrizione         | Abbandono | Abbandono          | Conference attuale |
| ---------------------------------------------- | ---------------------- | ---------- | ------------------ | --------- | ------------------ | ------------------ |
| Buffalo Braves (ora Los Angeles Clippers)      | Buffalo, New York      | 1970       | — *                | 1977–78   | Western Conference | Western Conference |
| Cincinnati Royals (ora Sacramento Kings)       | Cincinnati, Ohio       | 1970       | Western Division   | 1971–72   | Western Conference | Western Conference |
| Houston Rockets                                | Houston, Texas         | 1972       | Western Conference | 1979–80   | Western Conference | Western Conference |
| New Orleans Jazz (ora Utah Jazz)               | New Orleans, Louisiana | 1974       | — *                | 1978–79   | Western Conference | Western Conference |
| New Orleans Hornets (ora New Orleans Pelicans) | New Orleans, Louisiana | 2002       | — *                | 2003–04   | Western Conference | Western Conference |
| San Antonio Spurs                              | San Antonio, Texas     | 1976       | ABA +              | 1979–80   | Western Conference | Western Conference |

Note
- *  indica una nuova squadra.
- +  indica una squadra che proviene dalla ABA a seguito della fusione con l'NBA del 1976.

### Cronistoria delle squadre
|  | Indica una squadre che fa ancora parte della conference |
|  | Indica una squadre che ha abbandonato la conference     |

## Albo d'oro
| Grassetto | Squadra vincitrice delle NBA Finals |
| ^         | Miglior record della stagione       |

| Stagione | Squadra            | Record | NBA Finals                |
| -------- | ------------------ | ------ | ------------------------- |
| 1970–71  | Baltimore Bullets  | 42–40  | Perse le NBA Finals (0–4) |
| 1971–72  | New York Knicks    | 48–34  | Perse le NBA Finals (1–4) |
| 1972–73  | New York Knicks    | 57–25  | Vinte le NBA Finals (4–1) |
| 1973–74  | Boston Celtics     | 56–26  | Vinte le NBA Finals (4–3) |
| 1974–75  | Washington Bullets | 60–22^ | Perse le NBA Finals (0–4) |
| 1975–76  | Boston Celtics     | 54–28  | Vinte le NBA Finals (4–2) |
| 1976–77  | Philadelphia 76ers | 50–32  | Perse le NBA Finals (2–4) |
| 1977–78  | Washington Bullets | 44–38  | Vinte le NBA Finals (4–3) |
| 1978–79  | Washington Bullets | 54–28^ | Perse le NBA Finals (1–4) |
| 1979–80  | Philadelphia 76ers | 59–23  | Perse le NBA Finals (2–4) |
| 1980–81  | Boston Celtics     | 62–20^ | Vinte le NBA Finals (4–2) |
| 1981–82  | Philadelphia 76ers | 58–24  | Perse le NBA Finals (2–4) |
| 1982–83  | Philadelphia 76ers | 65–17^ | Vinte le NBA Finals (4–0) |
| 1983–84  | Boston Celtics     | 62–20^ | Vinte le NBA Finals (4–3) |
| 1984–85  | Boston Celtics     | 63–19^ | Perse le NBA Finals (4–2) |
| 1985–86  | Boston Celtics     | 67–15^ | Vinte le NBA Finals (4–2) |
| 1986–87  | Boston Celtics     | 59–23  | Perse le NBA Finals (2–4) |

| Stagione  | Squadra            | Record | NBA Finals                |
| --------- | ------------------ | ------ | ------------------------- |
| 1987–88   | Detroit Pistons    | 54–28  | Perse le NBA Finals (4–3) |
| 1988–89   | Detroit Pistons    | 63–19^ | Vinte le NBA Finals (4–0) |
| 1989–90   | Detroit Pistons    | 59–23  | Vinte le NBA Finals (4–1) |
| 1990–91   | Chicago Bulls      | 61–21  | Vinte le NBA Finals (4–1) |
| 1991–92   | Chicago Bulls      | 67–15^ | Vinte le NBA Finals (4–2) |
| 1992–93   | Chicago Bulls      | 57–25  | Vinte le NBA Finals (4–2) |
| 1993–94   | New York Knicks    | 57–25  | Perse le NBA Finals (3–4) |
| 1994–95   | Orlando Magic      | 57–25  | Perse le NBA Finals (0–4) |
| 1995–96   | Chicago Bulls      | 72–10^ | Vinte le NBA Finals (4–2) |
| 1996–97   | Chicago Bulls      | 69–13^ | Vinte le NBA Finals (4–2) |
| 1997–98   | Chicago Bulls      | 62–20^ | Vinte le NBA Finals (4–2) |
| 1998–99   | New York Knicks    | 27–23  | Perse le NBA Finals (1–4) |
| 1999–2000 | Indiana Pacers     | 56–26  | Perse le NBA Finals (2–4) |
| 2000–01   | Philadelphia 76ers | 56–26  | Perse le NBA Finals (1–4) |
| 2001–02   | New Jersey Nets    | 52–30  | Perse le NBA Finals (0–4) |
| 2002–03   | New Jersey Nets    | 49–33  | Perse le NBA Finals (2–4) |
| 2003–04   | Detroit Pistons    | 54–28  | Vinte le NBA Finals (4–1) |

| Stagione | Squadra             | Record | NBA Finals                |
| -------- | ------------------- | ------ | ------------------------- |
| 2004–05  | Detroit Pistons     | 54–28  | Perse le NBA Finals (3–4) |
| 2005–06  | Miami Heat          | 52–30  | Vinte le NBA Finals (4–2) |
| 2006–07  | Cleveland Cavaliers | 50–32  | Perse le NBA Finals (0–4) |
| 2007–08  | Boston Celtics      | 66–16^ | Vinte le NBA Finals (4–2) |
| 2008–09  | Orlando Magic       | 59–23  | Perse le NBA Finals (1–4) |
| 2009–10  | Boston Celtics      | 50–32  | Perse le NBA Finals (3–4) |
| 2010–11  | Miami Heat          | 58–24  | Perse le NBA Finals (2–4) |
| 2011–12  | Miami Heat          | 46–20  | Vinte le NBA Finals (4–1) |
| 2012–13  | Miami Heat          | 66–16^ | Vinte le NBA Finals (4–3) |
| 2013–14  | Miami Heat          | 54–28  | Perse le NBA Finals (1–4) |
| 2014–15  | Cleveland Cavaliers | 53–29  | Perse le NBA Finals (2–4) |
| 2015–16  | Cleveland Cavaliers | 57–25  | Vinte le NBA Finals (4–3) |
| 2016–17  | Cleveland Cavaliers | 51–31  | Perse le NBA Finals (1–4) |
| 2017–18  | Cleveland Cavaliers | 50–32  | Perse le NBA Finals (0–4) |
| 2018–19  | Toronto Raptors     | 58–24  | Vinte le NBA Finals (4–2) |
| 2019–20  | Miami Heat          | 44–29  | Perse le NBA Finals (2–4) |
| 2020–21  | Milwaukee Bucks     | 46-26  | Vinte le NBA Finals (4-2) |
| 2021–22  | Boston Celtics      | 51-31  | Perse le NBA Finals (2-4) |
| 2022–23  | Miami Heat          | 44-38  | Perse le NBA Finals (1-4) |

## Vittorie per franchigia
| Squadra                              | Vittorie |
| ------------------------------------ | -------- |
| Boston Celtics                       | 11       |
| Miami Heat                           | 7        |
| Chicago Bulls                        | 6        |
| Philadelphia 76ers                   | 5        |
| Detroit Pistons                      | 5        |
| Cleveland Cavaliers                  | 5        |
| N.Y. Knicks                          | 4        |
| Baltimore Bullets Washington Bullets | 4        |
| N.J. Nets                            | 2        |
| Orlando Magic                        | 2        |
| Milwaukee Bucks                      | 2        |
| Indiana Pacers                       | 2        |
| Toronto Raptors                      | 1        |

## Risultati per stagione
| Legenda | Legenda                                                                        |
| ------- | ------------------------------------------------------------------------------ |
| ^       | Indica una squadra che ha vinto le NBA Finals                                  |
| +       | Indica una squadra che ha vinto le Conference Finals ma ha perso le NBA Finals |
| *       | Indica una squadra che si è qualificata per gli NBA Playoffs                   |

### Stagioni 1970–1980
| Stagione | Squadra (record) | Squadra (record) | Squadra (record) | Squadra (record) | Squadra (record) | Squadra (record) | Squadra (record) | Squadra (record) | Squadra (record) | Squadra (record) | Squadra (record) |
| Stagione | 1°               | 2°               | 3°               | 4°               | 5°               | 6°               | 7°               | 8°               | 9°               | 10°              | 11°              |
| -------- | ---------------- | ---------------- | ---------------- | ---------------- | ---------------- | ---------------- | ---------------- | ---------------- | ---------------- | ---------------- | ---------------- |
| 1970–71  | NYK* (52–30)     | BAL+ (42–40)     | PHI* (47–35)     | ATL* (36–46)     | BOS (44–38)      | CIN (33–49)      | BUF (22–60)      | CLE (15–67)      | —                | —                | —                |
| 1971–72  | BOS* (56–26)     | BAL* (38–44)     | NYK+ (48–34)     | ATL* (36–46)     | CIN (30–52)      | PHI (30–52)      | CLE (23–59)      | BUF (22–60)      | —                | —                | —                |
| 1972–73  | BOS* (68–14)     | BAL* (52–30)     | NYK^ (57–25)     | ATL* (46–36)     | HOU (33–49)      | CLE (32–50)      | BUF (21–61)      | PHI (9–73)       | —                | —                | —                |
| 1973–74  | BOS^ (56–26)     | CAP* (47–35)     | NYK* (49–33)     | BUF* (42–40)     | ATL (35–47)      | HOU (32–50)      | CLE (29–53)      | PHI (25–57)      | —                | —                | —                |
| 1974–75  | BOS* (60–22)     | WAS+ (60–22)     | BUF* (49–33)     | HOU* (41–41)     | NYK* (40–42)     | CLE (40–42)      | PHI (34–48)      | ATL (31–51)      | NOJ (23–59)      | —                | —                |
| 1975–76  | BOS^ (54–28)     | CLE* (49–33)     | WAS* (48–34)     | PHI* (46–36)     | BUF* (46–36)     | HOU (40–42)      | NYK (38–44)      | NOJ (38–44)      | ATL (29–53)      | —                | —                |
| 1976–77  | PHI+ (50–32)     | HOU* (49–33)     | WAS* (48–34)     | BOS* (44–38)     | SAS* (44–38)     | CLE* (43–39)     | NYK (40–42)      | NOJ (35–47)      | ATL (31–51)      | BUF (30–52)      | NYN (22–60)      |
| 1977–78  | PHI* (55–27)     | SAS* (52–30)     | WAS^ (44–38)     | CLE* (43–39)     | NYK* (43–39)     | ATL* (41–41)     | NOJ (39–43)      | BOS (32–50)      | HOU (28–54)      | BUF (27–55)      | NJN (24–58)      |
| 1978–79  | WAS+ (54–28)     | SAS* (48–34)     | PHI* (47–35)     | HOU* (47–35)     | ATL* (46–36)     | NJN* (37–45)     | NYK (31–51)      | DET (30–52)      | CLE (30–52)      | BOS (29–53)      | NOJ (26–56)      |
| 1979–80  | BOS* (61–21)     | ATL* (50–32)     | PHI+ (59–23)     | HOU* (41–41)     | SAS* (41–41)     | WAS* (39–43)     | NYK (39–43)      | IND (37–45)      | CLE (37–45)      | NJN (34–48)      | DET (16–66)      |

### Stagioni 1980–1990
| Stagione | Squadra (record) | Squadra (record) | Squadra (record) | Squadra (record) | Squadra (record) | Squadra (record) | Squadra (record) | Squadra (record) | Squadra (record) | Squadra (record) | Squadra (record) | Squadra (record) | Squadra (record) |
| Stagione | 1°               | 2°               | 3°               | 4°               | 5°               | 6°               | 7°               | 8°               | 9°               | 10°              | 11°              | 12°              | 13°              |
| -------- | ---------------- | ---------------- | ---------------- | ---------------- | ---------------- | ---------------- | ---------------- | ---------------- | ---------------- | ---------------- | ---------------- | ---------------- | ---------------- |
| 1980–81  | BOS^ (62–20)     | MIL* (60–22)     | PHI* (62–20)     | NYK* (50–32)     | CHI* (45–37)     | IND* (44–38)     | WAS (39–43)      | ATL (31–51)      | CLE (28–54)      | NJN (24–58)      | DET (21–61)      | —                | —                |
| 1981–82  | BOS* (63–19)     | MIL* (55–27)     | PHI+ (58–24)     | NJN* (44–38)     | WAS* (43–39)     | ATL* (42–40)     | DET (39–43)      | IND (35–47)      | CHI (34–48)      | NYK (33–49)      | CLE (15–67)      | —                | —                |
| 1982–83  | PHI^ (65–17)     | MIL* (51–31)     | BOS* (56–26)     | NJN* (49–33)     | NYK* (44–38)     | ATL* (43–39)     | WAS (42–40)      | DET (37–45)      | CHI (28–54)      | CLE (23–59)      | IND (20–62)      | —                | —                |
| 1983–84  | BOS^ (62–20)     | MIL* (50–32)     | PHI* (52–30)     | DET* (49–33)     | NYK* (47–35)     | NJN* (45–37)     | ATL* (40–42)     | WAS* (35–47)     | CLE (28–54)      | CHI (27–55)      | IND (26–56)      | —                | —                |
| 1984–85  | BOS+ (63–19)     | MIL* (59–23)     | PHI* (58–24)     | DET* (46–36)     | NJN* (42–40)     | WAS* (40–42)     | CHI* (38–44)     | CLE* (36–46)     | ATL (34–48)      | NYK (24–58)      | IND (22–60)      | —                | —                |
| 1985–86  | BOS^ (67–15)     | MIL* (57–25)     | PHI* (54–28)     | ATL* (50–32)     | DET* (46–36)     | WAS* (39–43)     | NJN* (39–43)     | CHI* (30–52)     | CLE (29–53)      | IND (26–56)      | NYK (23–59)      | —                | —                |
| 1986–87  | BOS+ (59–23)     | ATL* (57–25)     | DET* (52–30)     | MIL* (50–32)     | PHI* (45–37)     | WAS* (42–40)     | IND* (41–41)     | CHI* (40–42)     | CLE (31–51)      | NJN (24–58)      | NYK (24–58)      | —                | —                |
| 1987–88  | BOS* (57–25)     | DET+ (54–28)     | CHI* (50–32)     | ATL* (50–32)     | MIL* (42–40)     | CLE* (42–40)     | WAS* (38–44)     | NYK* (38–44)     | IND (38–44)      | PHI (36–46)      | NJN (19–63)      | —                | —                |
| 1988–89  | DET^ (63–19)     | NYK* (52–30)     | CLE* (57–25)     | ATL* (52–30)     | MIL* (49–33)     | CHI* (47–35)     | PHI* (46–36)     | BOS* (42–40)     | WAS (40–42)      | IND (28–54)      | NJN (26–56)      | CHA (20–62)      | —                |
| 1989–90  | DET^ (59–23)     | PHI* (53–29)     | CHI* (55–27)     | BOS* (52–30)     | NYK* (45–37)     | MIL* (44–38)     | CLE* (42–40)     | IND* (42–40)     | ATL (41–41)      | WAS (31–51)      | MIA (18–64)      | ORL (18–64)      | NJN (17–65)      |

### Stagioni 1990–2000
| Stagione | Squadra (record) | Squadra (record) | Squadra (record) | Squadra (record) | Squadra (record) | Squadra (record) | Squadra (record) | Squadra (record) | Squadra (record) | Squadra (record) | Squadra (record) | Squadra (record) | Squadra (record) | Squadra (record) | Squadra (record) |
| Stagione | 1°               | 2°               | 3°               | 4°               | 5°               | 6°               | 7°               | 8°               | 9°               | 10°              | 11°              | 12°              | 13°              | 14°              | 15°              |
| -------- | ---------------- | ---------------- | ---------------- | ---------------- | ---------------- | ---------------- | ---------------- | ---------------- | ---------------- | ---------------- | ---------------- | ---------------- | ---------------- | ---------------- | ---------------- |
| 1990–91  | CHI^ (61–21)     | BOS* (56–26)     | DET* (50–32)     | MIL* (48–34)     | PHI* (44–38)     | ATL* (43–39)     | IND* (41–41)     | NYK* (39–43)     | CLE (33–49)      | WAS (30–52)      | NJN (26–56)      | CHA (26–56)      | MIA (24–58)      | —                | —                |
| 1991–92  | CHI^ (67–15)     | BOS* (51–31)     | CLE* (57–25)     | NYK* (51–31)     | DET* (48–34)     | NJN* (40–42)     | IND* (40–42)     | MIA* (38–44)     | ATL (38–44)      | PHI (35–47)      | MIL (31–51)      | CHA (31–51)      | WAS (25–57)      | ORL (21–61)      | —                |
| 1992–93  | NYK* (60–22)     | CHI^ (57–25)     | CLE* (54–28)     | BOS* (48–34)     | CHA* (44–38)     | NJN* (43–39)     | ATL* (43–39)     | IND* (41–41)     | ORL (41–41)      | DET (40–42)      | MIA (36–46)      | MIL (28–54)      | PHI (26–56)      | WAS (22–60)      | —                |
| 1993–94  | ATL* (57–25)     | NYK+ (57–25)     | CHI* (55–27)     | ORL* (50–32)     | IND* (47–35)     | CLE* (47–35)     | NJN* (45–37)     | MIA* (42–40)     | CHA (41–41)      | BOS (32–50)      | PHI (25–57)      | WAS (24–58)      | MIL (20–62)      | DET (20–62)      | —                |
| 1994–95  | ORL+ (57–25)     | IND* (52–30)     | NYK* (55–27)     | CHA* (50–32)     | CHI* (47–35)     | CLE* (43–39)     | ATL* (42–40)     | BOS* (35–47)     | MIL (34–48)      | MIA (32–50)      | NJN (30–52)      | DET (28–54)      | PHI (24–58)      | WAS (21–61)      | —                |
| 1995–96  | CHI^ (72–10)     | ORL* (60–22)     | IND* (52–30)     | CLE* (47–35)     | NYK* (47–35)     | ATL* (46–36)     | DET* (46–36)     | MIA* (42–40)     | CHA (41–41)      | WAS (39–43)      | BOS (33–49)      | NJN (30–52)      | MIL (25–57)      | TOR (21–61)      | PHI (18–64)      |
| 1996–97  | CHI^ (69–13)     | MIA* (61–21)     | NYK* (57–25)     | ATL* (56–26)     | DET* (54–28)     | CHA* (54–28)     | ORL* (45–37)     | WAS* (44–38)     | CLE (42–40)      | IND (39–43)      | MIL (33–49)      | TOR (30–52)      | NJN (26–56)      | PHI (22–60)      | BOS (15–67)      |
| 1997–98  | CHI^ (62–20)     | MIA* (55–27)     | IND* (58–24)     | CHA* (51–31)     | ATL* (50–32)     | CLE* (47–35)     | NYK* (43–39)     | NJN* (43–39)     | WAS (42–40)      | ORL (41–41)      | DET (37–45)      | BOS (36–46)      | MIL (36–46)      | PHI (31–51)      | TOR (16–66)      |
| 1998–99  | MIA* (33–17)     | IND* (33–17)     | ORL* (33–17)     | ATL* (31–19)     | DET* (29–21)     | PHI* (28–22)     | MIL* (28–22)     | NYK+ (27–23)     | CHA (26–24)      | TOR (23–27)      | CLE (22–28)      | BOS (19–31)      | WAS (18–32)      | NJN (16–34)      | CHI (13–37)      |
| 1999–00  | IND+ (56–26)     | MIA* (52–30)     | NYK* (50–32)     | CHA* (49–33)     | PHI* (49–33)     | TOR* (45–37)     | DET* (42–40)     | MIL* (42–40)     | ORL (41–41)      | BOS (35–47)      | CLE (32–50)      | NJN (31–51)      | WAS (29–53)      | ATL (28–54)      | CHI (17–65)      |

### Stagioni 2000–2010
| Stagione | Squadra (record) | Squadra (record) | Squadra (record) | Squadra (record) | Squadra (record) | Squadra (record) | Squadra (record) | Squadra (record) | Squadra (record) | Squadra (record) | Squadra (record) | Squadra (record) | Squadra (record) | Squadra (record) | Squadra (record) |
| Stagione | 1°               | 2°               | 3°               | 4°               | 5°               | 6°               | 7°               | 8°               | 9°               | 10°              | 11°              | 12°              | 13°              | 14°              | 15°              |
| -------- | ---------------- | ---------------- | ---------------- | ---------------- | ---------------- | ---------------- | ---------------- | ---------------- | ---------------- | ---------------- | ---------------- | ---------------- | ---------------- | ---------------- | ---------------- |
| 2000–01  | PHI+ (56–26)     | MIL* (52–30)     | MIA* (50–32)     | NYK* (48–34)     | TOR* (47–35)     | CHA* (46–36)     | ORL* (43–39)     | IND* (41–41)     | BOS (36–46)      | DET (32–50)      | CLE (30–52)      | NJN (26–56)      | ATL (25–57)      | WAS (19–63)      | CHI (15–67)      |
| 2001–02  | NJN+ (52–30)     | DET* (50–32)     | BOS* (49–33)     | CHA* (44–38)     | ORL* (44–38)     | PHI* (43–39)     | TOR* (42–40)     | IND* (42–40)     | MIL (41–41)      | WAS (37–45)      | MIA (36–46)      | ATL (33–49)      | NYK (30–52)      | CLE (29–53)      | CHI (21–61)      |
| 2002–03  | DET* (50–32)     | NJN+ (49–33)     | IND* (48–34)     | PHI* (48–34)     | NO* (47–35)      | BOS* (44–38)     | MIL* (42–40)     | ORL* (42–40)     | NYK (37–45)      | WAS (37–45)      | ATL (35–47)      | CHI (30–52)      | MIA (25–57)      | TOR (24–58)      | CLE (17–65)      |
| 2003–04  | IND* (61–21)     | NJN* (47–35)     | DET^ (54–28)     | MIA* (42–40)     | NO* (41–41)      | MIL* (41–41)     | NYK* (39–43)     | BOS* (36–46)     | CLE (35–47)      | TOR (33–49)      | PHI (33–49)      | ATL (28–54)      | WAS (25–57)      | CHI (23–59)      | ORL (21–61)      |
| 2004–05  | MIA* (59–23)     | DET+ (54–28)     | BOS* (45–37)     | CHI* (47–35)     | WAS* (45–37)     | IND* (44–38)     | PHI* (43–39)     | NJN* (42–40)     | CLE (42–40)      | ORL (36–46)      | NYK (33–49)      | TOR (33–49)      | MIL (30–52)      | CHA (18–64)      | ATL (13–69)      |
| 2005–06  | DET* (64–18)     | MIA^ (52–30)     | NJN* (49–33)     | CLE* (50–32)     | WAS* (42–40)     | IND* (41–41)     | CHI* (41–41)     | MIL* (40–42)     | PHI (38–44)      | ORL (36–46)      | BOS (33–49)      | TOR (27–55)      | CHA (26–56)      | ATL (26–56)      | NYK (23–59)      |
| 2006–07  | DET* (53–29)     | CLE+ (50–32)     | TOR* (47–35)     | MIA* (44–38)     | CHI* (49–33)     | NJN* (41–41)     | WAS* (41–41)     | ORL* (40–42)     | PHI (35–47)      | IND (35–47)      | NYK (33–49)      | CHA (33–49)      | ATL (30–52)      | MIL (28–54)      | BOS (24–58)      |
| 2007–08  | BOS^ (66–16)     | DET* (59–23)     | ORL* (52–30)     | CLE* (45–37)     | WAS* (43–39)     | TOR* (41–41)     | PHI* (40–42)     | ATL* (37–45)     | IND (36–46)      | NJN (34–48)      | CHI (33–49)      | CHA (32–50)      | MIL (26–56)      | NYK (23–59)      | MIA (15–67)      |
| 2008–09  | CLE* (66–16)     | BOS* (62–20)     | ORL+ (59–23)     | ATL* (47–35)     | MIA* (43–39)     | PHI* (41–41)     | CHI* (41–41)     | DET* (39–43)     | IND (36–46)      | CHA (35–47)      | NJN (34–48)      | MIL (34–48)      | TOR (33–49)      | NYK (32–50)      | WAS (19–63)      |
| 2009–10  | CLE* (61–21)     | ORL* (59–23)     | ATL* (53–29)     | BOS+ (50–32)     | MIA* (47–35)     | MIL* (46–36)     | CHA* (44–38)     | CHI* (41–41)     | TOR (40–42)      | IND (32–50)      | NYK (29–53)      | DET (27–55)      | PHI (27–55)      | WAS (26–56)      | NJN (12–70)      |

### Stagioni 2010–2020
| Stagione | Squadra (record) | Squadra (record) | Squadra (record) | Squadra (record) | Squadra (record) | Squadra (record) | Squadra (record) | Squadra (record) | Squadra (record) | Squadra (record) | Squadra (record) | Squadra (record) | Squadra (record) | Squadra (record) | Squadra (record) |
| Stagione | 1°               | 2°               | 3°               | 4°               | 5°               | 6°               | 7°               | 8°               | 9°               | 10°              | 11°              | 12°              | 13°              | 14°              | 15°              |
| -------- | ---------------- | ---------------- | ---------------- | ---------------- | ---------------- | ---------------- | ---------------- | ---------------- | ---------------- | ---------------- | ---------------- | ---------------- | ---------------- | ---------------- | ---------------- |
| 2010–11  | CHI* (62–20)     | MIA+ (58–24)     | BOS* (56–26)     | ORL* (52–30)     | ATL* (44–38)     | NYK* (42–40)     | PHI* (41–41)     | IND* (37–45)     | MIL (35–47)      | CHA (34–48)      | DET (30–52)      | NJN (24–58)      | WAS (23–59)      | TOR (22–60)      | CLE (19–63)      |
| 2011–12  | CHI* (50–16)     | MIA^ (46–20)     | IND* (42–24)     | ATL* (40–26)     | BOS* (39–27)     | ORL* (37–29)     | NYK* (36–30)     | PHI* (35–31)     | MIL (31–35)      | DET (25–41)      | TOR (23–43)      | NJN (22–44)      | CLE (21–45)      | WAS (20–46)      | CHA (7–59)       |
| 2012–13  | MIA^ (66–16)     | NYK* (54–28)     | IND* (49–32)     | BKN* (49–33)     | CHI* (45–37)     | ATL* (44–38)     | BOS* (41–40)     | MIL* (38–44)     | PHI (34–48)      | TOR (34–48)      | DET (29–53)      | WAS (29–53)      | CLE (24–58)      | CHA (21–61)      | ORL (20–62)      |
| 2013–14  | IND* (56–26)     | MIA+ (54–28)     | TOR* (48–34)     | CHI* (48–34)     | WAS* (44–38)     | BKN* (44–38)     | CHA* (43–39)     | ATL* (38–44)     | NYK (37–45)      | CLE (33–49)      | DET (29–53)      | BOS (25–57)      | ORL (23–59)      | PHI (19–63)      | MIL (15–67)      |
| 2014–15  | ATL* (60–22)     | CLE+ (53–29)     | CHI* (50–32)     | TOR* (49–33)     | WAS* (46–36)     | MIL* (41–41)     | BOS* (40–42)     | BKN* (38–44)     | IND (38–44)      | MIA (37–45)      | CHA (33–49)      | DET (32–50)      | ORL (25–57)      | PHI (18–64)      | NYK (17–65)      |
| 2015–16  | CLE^ (57–25)     | TOR* (56–26)     | MIA* (48–34)     | ATL* (48–34)     | BOS* (48–34)     | CHA* (48–34)     | IND* (45–37)     | DET* (44–38)     | CHI (42–40)      | WAS (41–41)      | ORL (35–47)      | MIL (33–49)      | NYK (32–50)      | BKN (21–61)      | PHI (10–72)      |
| 2016–17  | BOS* (53–29)     | CLE+ (51–31)     | TOR* (51–31)     | WAS* (49–33)     | ATL* (43–39)     | MIL* (42–40)     | IND* (42–40)     | CHI* (41–41)     | MIA (41–41)      | DET (37–45)      | CHA (36–46)      | NYK (31–51)      | ORL (29–53)      | PHI (28–54)      | BKN (20–62)      |
| 2017–18  | TOR* (59–23)     | BOS* (55–27)     | PHI* (52–30)     | CLE+ (50–32)     | IND* (48–34)     | MIA* (44–38)     | MIL* (44–38)     | WAS* (43–39)     | DET (39–43)      | CHA (36–46)      | NYK (29–53)      | BKN (28–54)      | CHI (27–55)      | ORL (25–57)      | ATL (24–58)      |
| 2018–19  | MIL* (60–22)     | TOR^ (58–24)     | PHI* (51–31)     | BOS* (49–33)     | IND* (48–34)     | BKN* (42–40)     | ORL* (42–40)     | DET* (41–41)     | CHA (39–43)      | MIA (39–43)      | WAS (32–50)      | ATL (29–53)      | CHI (22–60)      | CLE (19–63)      | NYK (15–65)      |
| 2019–20  | MIL* (56–17)     | TOR* (53–19)     | BOS* (48–24)     | IND* (45–28)     | MIA+ (44–29)     | PHI* (43–30)     | BKN* (35–37)     | ORL* (33–40)     | WAS (25–47)      | CHA (23–42)      | CHI (22–43)      | NYK (21–45)      | DET (20–46)      | ATL (20–47)      | CLE (19–46)      |

### Stagioni 2020–2030
| Stagione | Squadra (record) | Squadra (record) | Squadra (record) | Squadra (record) | Squadra (record) | Squadra (record) | Squadra (record) | Squadra (record) | Squadra (record) | Squadra (record) | Squadra (record) | Squadra (record) | Squadra (record) | Squadra (record) | Squadra (record) |
| Stagione | 1°               | 2°               | 3°               | 4°               | 5°               | 6°               | 7°               | 8°               | 9°               | 10°              | 11°              | 12°              | 13°              | 14°              | 15°              |
| -------- | ---------------- | ---------------- | ---------------- | ---------------- | ---------------- | ---------------- | ---------------- | ---------------- | ---------------- | ---------------- | ---------------- | ---------------- | ---------------- | ---------------- | ---------------- |
| 2020–21  | PHI* (49–23)     | BKN* (48–24)     | MIL^ (46–26)     | NYK* (41–31)     | ATL* (41–31)     | MIA* (40–32)     | BOS* (36–36)     | WAS* (34–38)     | IND (34–38)      | CHA (33–39)      | CHI (31–41)      | TOR (27–45)      | CLE (22–50)      | ORL (21–51)      | DET (20–52)      |
| 2021–22  | MIA* (53–29)     | BOS+ (51–31)     | MIL* (51–31)     | PHI* (51–31)     | TOR* (48–34)     | CHI* (46–36)     | BKN* (44–38)     | ATL* (43–39)     | CLE (44–38)      | CHA (43–39)      | NYK (37–45)      | WAS (35–47)      | IND (25–57)      | DET (23–59)      | ORL (22–60)      |
| 2022–23  | MIL* (58–24)     | BOS* (57–25)     | PHI* (54–28)     | CLE* (51–31)     | NYK* (47–35)     | BKN* (45–37)     | MIA+ (44–38)     | ATL* (41–41)     | TOR (41–41)      | CHI (40–42)      | IND (35–47)      | WAS (35–47)      | ORL (34–48)      | CHA (27–55)      | DET (17–65)      |
| 2023–24  |                  |                  |                  |                  |                  |                  |                  |                  |                  |                  |                  |                  |                  |                  |                  |